# Titus Livius

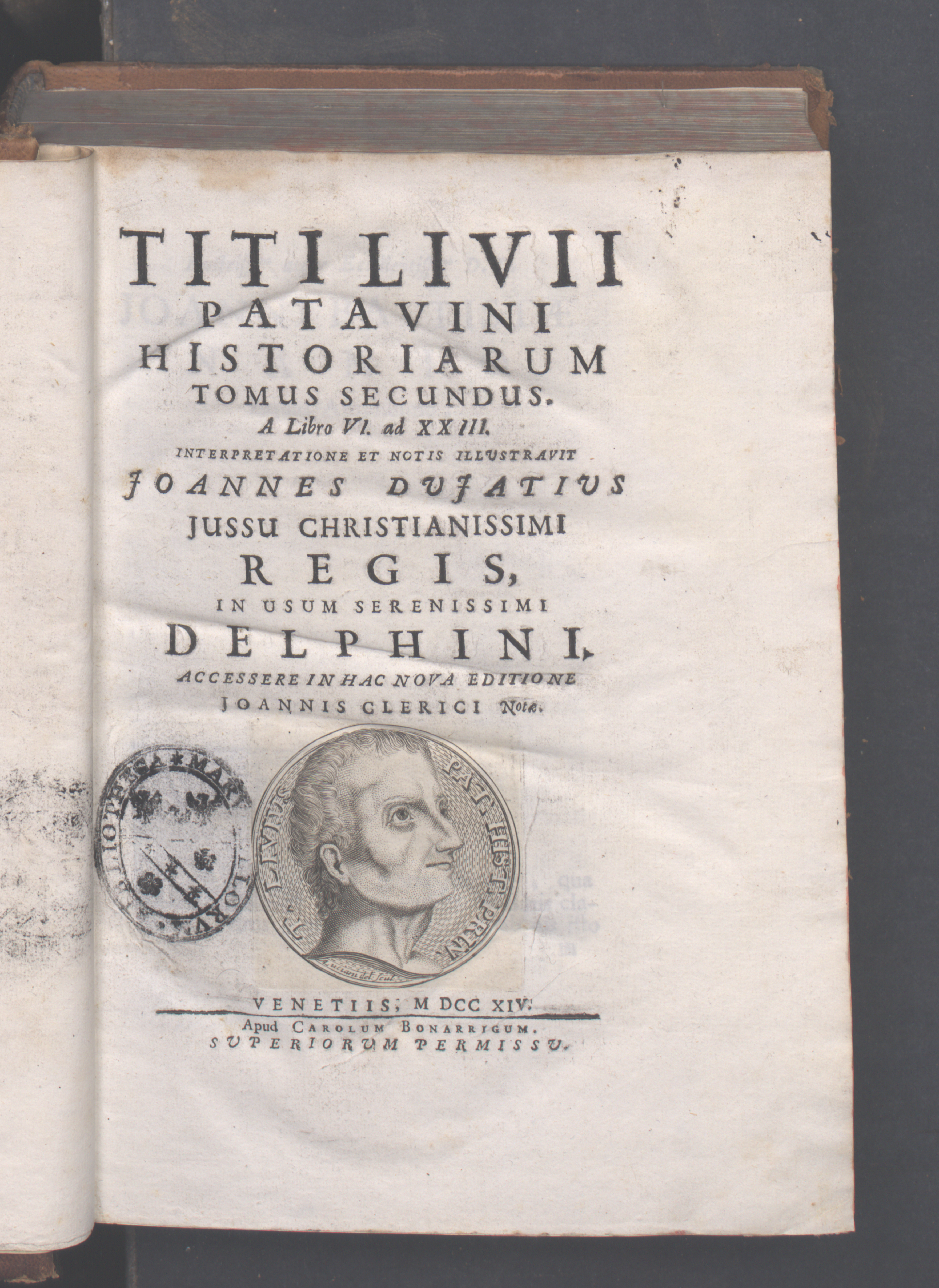
Ab Urbe condita, 1714

Titus Livius, född cirka 59 f.Kr. i dåvarande Patavium (nuvarande Padua i norra Italien), död 17 e.Kr., var en romersk historieskrivare.
Livius verk representerar inte kritisk historieskrivning, utan kan bäst karaktäriseras som patriotisk uppbyggelselitteratur. Han utnyttjade inte, som många av sina föregångare, arkiv och annat historiskt primärmaterial, utan byggde sitt arbete på tidigare historieskrivning. Hans tillkortakommanden syns bäst i hans geografiska och militärtekniska detaljer. Syftet med Livius skrivande var att återupprätta den romaranda som gjort Rom så framgångsrikt och göra den till ett exempel för sin samtid. Livius menade att romarna på höjden av sina framgångar drabbats av moraliskt förfall.
Livius var bekant med kejsar Augustus, som gjorde honom till informator åt den unge Claudius. Han uppmanade denne att börja skriva historia. Livius stora verk är böckerna om Roms historia från grundandet fram till Drusus d.ä:s död 9 f.Kr. (Ab Urbe Condita, Böcker från stadens grundläggning) som omfattade 142 delar. Delarna gavs ut efterhand som de blev färdiga och av dessa är 35 bevarade till nutiden, nämligen böckerna 1-10 (fram till 293 f.Kr.) samt 21-45 (218–167 f.Kr.). Av resten av böckerna återstår så kallade periochae (epitomae), sammanfattningar av ojämnt värde.
Livius verk blev snabbt populära, och flera romerska skalder, bland andra Lucanus och Silius Italicus, hämtade stoff till sina episka dikter härifrån. Hans berättelser har lästs och återberättats under många hundra år och i hög grad präglat senare tiders bild av Roms tidiga historia. Idag uppfattas han inte som en trovärdig historisk källa, men väl som författaren till spännande och välskriven litteratur.

## Eftermäle
Asteroiden 13772 Livius är uppkallad efter honom.

## Översättningar till svenska
- Then nampnkunnige skribentens Titi Livij aff Padua Historia, om romerske rijksens första vrsprung, the gamble romares härkomst, wäsende, wijsheet, redelige wandel, loflige regemente, ridderlige bedriffter, herlige segerwinningar emoot sine fiender ... (vthsatt och tolckat på wårt swenska tungomål, genom Ericum Schroderum (det vill säga Ericus Benedicti Schroderus), Stockholm, 1625–1626)
- Romerska historien (översättning Olof Kolmodin den yngre, Stockholm, 1831–1844)
- Roms konungasagor (översättning P. G. Lyth, Nordiska bokhandeln, 1908)
- Roms historia, 21:a boken, Hannibal invaderar Italien (svensk tolkning av Gerhard Bendz), Gleerup, 1954
- Hannibalkriget. Bok 21-22, Början av andra Puniska kriget (översättning Karin Westin Tikkanen), Appell, 2021.
- Roms historia. 23:e boken, Efter Cannae (svensk tolkning av Sam. Cavallin), Gleerup, 1954
- Roms historia, Roms konungahävder (Ab urbe condita. Liber I) (översättning Sture Linnér, Svenska bokförlaget, 1964). Ny rev. utg. Wahlström & Widstrand, 2002, med titeln Roms kungatid
- Den romerska republikens äldsta tid (översättning Sture Linnér, Wahlström & Widstrand, 2003)